# 스테퍼니 에드워즈
스테퍼니 에드워즈(영어: Stephanie Edwards)은 숀다 라임스가 제작한 TV 드라마 《그레이 아나토미》의 등장인물이다. 시즌9부터 시즌10까지 주역으로 등장했으며, 제리카 힌턴이 연기했다.